# Francis de Gueltzl
Francis de Gueltzl est un réalisateur français.

## Biographie
Francis de Gueltzl a été assistant réalisateur (notamment de Jean Valère, Jean-Charles Tacchella et Claude Pinoteau) avant de tourner deux longs métrages. Le premier, Les Mannequins d'osier, est sorti en 1989.

## Filmographie
- 1989 : Les Mannequins d'osier
- 1993 : Les Ténors